# Little Chef
Little Chef – brytyjska sieć przydrożnych restauracji, założona w 1958 roku, z siedzibą w Sheffield, w Anglii. Little Chef należy obecnie do grupy kapitałowej RCapital.
Restauracje Little Chef serwują głównie śniadania, ale w ofercie znajdują się też dania obiadowe i desery. Obiekty należące do sieci zlokalizowane są zazwyczaj w pobliżu głównych dróg, często razem z hotelami Travelodge lub restauracjami Burger King.
Do sieci Denny’s należy około 170 obiektów gastronomicznych w Anglii, Szkocji i Walii.